# Salto con gli sci al XVI Festival olimpico invernale della gioventù europea
Le gare di salto con gli sci al XVI Festival olimpico invernale della gioventù europea si sono svolte dal 23 al 27 gennaio 2023 al Nordic Centre di Planica, in Slovenia.
Sono state disputate due gare maschili, due gare femminili e una gara mista, per un totale di 5 gare, a cui hanno preso parte esclusivamente atleti e atlete nati nel 2005 e nel 2006.

## Programma
| Data       | Ora (UTC+1) | Evento                       |
| ---------- | ----------- | ---------------------------- |
| 21 gennaio | 10:00       | Allenamento                  |
| 22 gennaio | 10:00       | Allenamento                  |
| 23 gennaio | 09:30       | HS 102 individuale femminile |
| 23 gennaio | 11:30       | HS 102 individuale maschile  |
| 25 gennaio | 09:30       | HS 102 femminile a squadre   |
| 25 gennaio | 11:30       | HS 102 maschile a squadre    |
| 27 gennaio | 09:30       | HS 102 misto a squadre       |

## Podi

### Ragazzi
| Evento                        | Oro                                                                         | Punti | Argento                                                                     | Punti | Bronzo                                                             | Punti |
| HS 102 individuale (dettagli) | Stephanie Embracher                                                         | 268.8 | Klemens Joniak                                                              | 248.1 | Wiktor Szozda                                                      | 246.6 |
| HS 102 a squadre (dettagli)   | Austria Johannes Poelz Simon Steinberger Jakob Steinberger Stephan Embacher | 976.5 | Polonia Tymoteusz Amilkiewicz Klemens Staszel Wiktor Stoszda Klemens Joniak | 890.2 | Germania Lukas Nellenschulte Lasse Deimel Alex Reiter Julian Fussi | 874.3 |

### Ragazze
| Evento                        | Oro                                                                          | Punti | Argento                                                            | Punti | Bronzo                                                               | Punti |
| HS 102 individuale (dettagli) | Nika Prevc                                                                   | 230.6 | Sina Arnet                                                         | 207.3 | Anežka Indráčková                                                    | 196.5 |
| HS 102 a squadre (dettagli)   | Slovenia Johannes Poelz Simon Steinberger Jakob Steinberger Stephan Embacher | 859.5 | Italia Giada Delugan Greta Pinzani Martina Zanitzer Noelia Vuerich | 656.5 | Germania Selina Koelle Nadine Faerber Christina Feicht Joanna Eberle | 644.7 |

### Misto
| Evento                      | Oro                                                      | Punti | Argento                                                            | Punti | Bronzo                                                        | Punti |
| HS 102 a squadre (dettagli) | Slovenia Tinkara Komar Nik Heberle Nika Prevc Luka Filip | 918.6 | Polonia Natalia Slowik Wiktor Szozda Pola Bełtowska Klemens Joniak | 829.5 | Germania Selina Koelle Lasse Deimel Joanna Eberle Alex Reiter | 818.7 |

## Medagliere
| Posiz. | Nazione   | Oro | Argento | Bronzo | Totale |
| ------ | --------- | --- | ------- | ------ | ------ |
| 1      | Slovenia  | 3   | 0       | 0      | 3      |
| 1      | Austria   | 2   | 0       | 0      | 2      |
| 3      | Polonia   | 0   | 3       | 1      | 4      |
| 4      | Italia    | 0   | 1       | 0      | 1      |
| 4      | Svizzera  | 0   | 1       | 0      | 1      |
| 5      | Germania  | 0   | 0       | 3      | 3      |
| 6      | Rep. Ceca | 0   | 0       | 1      | 1      |
| Totale | Totale    | 5   | 5       | 5      | 15     |